# El pescador pescat
El pescador pescat (títol original en anglès: Hook, Line and Sinker) és una pel·lícula estatunidenca dirigida per George Marshall, estrenada el 1969. Ha estat doblada al català.

## Argument
Després que el seu metge i el seu millor amic li ha dit que té una malaltia incurable, Peter Ingersoll decideix viure la resta de la seva vida al 100% i gastar sense comptar. S'adona tanmateix que no està a punt de morir.

## Repartiment
- Jerry Lewis: Peter Ingersoll
- Peter Lawford: Dr. Scott Carter
- Anne Francis: Nancy Ingersoll
- Pedro Gonzales-Gonzales: Perfecto
- Jennifer Edwards: Jennifer
- Eleanor Audley: Mrs. Durham
- Kathleen Freeman: la cangur